# 請印
請印（しょういん）とは、律令制における公文書発給手続において、官印（内印（天皇御璽）および外印（太政官印））を押印する。
特に前者の請印は公文書発給のための重要な儀式として位置づけられていた。

## 概要
公式令によれば、五位以上の位記および諸国に下す公文書には内印を、六位以下の位記および太政官の文案には外印を押すこととし、『延喜式』（太政官式）には諸司・諸国に下す符には必ず内印・外印を請うべきことが記され、内印を請う文書の例が掲げられている（ここに載せられていない太政官からの文書は外印を請うことになる）。
内印の請印はまず上卿が文書を被見した後、内印を管理する少納言が天皇に請印の許可を得る奏上を行って、裁可を得た文書は勅符・位記は少納言が、その他の文書は主鈴が捺印した。政務の増加と共に内印の請印が増加して天皇への負担も増大したため、奈良時代の養老4年（720年）5月には押印のない公文書の発行を改めて禁じる一方で、内印の請印が必要とされていた文書のうち重要性の低いものは外印（太政官印）の請印によって施行しても構わないとするための太政官奏が出されて元正天皇の裁可を受けている。また、平安時代には嵯峨天皇が1度に50通までに制限しようとしたものの、これが政務の停滞を招いた。この矛盾が官宣旨などの請印手続を迂回した令外文書を生み出す一因になった。
外印の請印は官政・外記政などの太政官の会議の場で行われた。まず、申文の手続が終わると、少納言が着床、外記が文書の入った筥を持参して上卿の机の前に置き、続いて史生が印の入った櫃を捧げて参上し、印の机に置く。上卿が文書を被見した後、外記が文書の入った筥を印の机に移動させ、史生が中身を取り出して机上に置く。その後、史生が上卿に印を捺印する事を告げ、上卿から「刺せ」と指示が下されると、捺印を行い「印刺しつ」と報告を行う。その後少納言は史生に文書の筥を外記に渡させ、史生には印の櫃を持たせて、少納言・外記・史生が揃って退出した。緊急の場合には陣座で上卿に文書を被見して貰い、上卿が捺印の必要性を認められた場合には参議に指示して少納言・外記・史生とともに結政所に向かわせて、そこで捺印をさせた。これを結政請印（かたないしょういん）と呼び、略式の請印の手続としても用いられた。
なお、他にも中宮職や摂関家の政所などの家政機関で行われる捺印手続も請印と称した例があった。